# Кробельовиці
Кробельовиці (пол. Krobielowice, нім. Krieblowitz) — село в Польщі, у гміні Конти-Вроцлавські Вроцлавського повіту Нижньосілезького воєводства.
Населення — 196 осіб (2011).
У 1975-1998 роках село належало до Вроцлавського воєводства.

## Демографія
Демографічна структура станом на 31 березня 2011 року:
|          | Загалом | Допрацездатний вік | Працездатний вік | Постпрацездатний вік |
| -------- | ------- | ------------------ | ---------------- | -------------------- |
| Чоловіки | 97      | 19                 | 68               | 10                   |
| Жінки    | 99      | 19                 | 59               | 21                   |
| Разом    | 196     | 38                 | 127              | 31                   |